# Acanthonematidae
Acanthonematidae zijn een uitgestorven familie van weekdieren uit de klasse van de Gastropoda (slakken).

## Taxonomie
De volgende taxa zijn bij de familie ingedeeld:
- Geslacht  † Acanthonema Grabau in Sherzer & Grabau, 1909
  -  † Acanthonema holopiforme Sherzer and Grabau, 1910
  -  † Acanthonema laxa Sherzer and Grabau, 1910
  -  † Acanthonema newberryi (Meek, 1871)
    - =  † Bellerophon newberryi Meek, 1871